# (21560) Analyons
(21560) Analyons est un astéroïde de la ceinture principale d'astéroïdes.

## Description
(21560) Analyons est un astéroïde de la ceinture principale d'astéroïdes. Il fut découvert le 28 août 1998 à Socorro (Nouveau-Mexique) par le projet LINEAR. Il présente une orbite caractérisée par un demi-grand axe de 2,97 UA, une excentricité de 0,06 et une inclinaison de 10,9° par rapport à l'écliptique.

## Compléments